# Liste der Einträge im National Register of Historic Places im Upshur County (Texas)
Die Liste der Registered Historic Places im Upshur County führt alle Bauwerke und historischen Stätten im texanischen Upshur County auf, die in das National Register of Historic Places aufgenommen wurden.

## Aktuelle Einträge
| Lfd. Nr. | Name                       | Bild | Datum der Eintragung | Adresse/Lage                                                         | Ort         | ID       | Beschreibung |
| -------- | -------------------------- | ---- | -------------------- | -------------------------------------------------------------------- | ----------- | -------- | ------------ |
| 1        | John and Eva O’Bryne House |      | 6. Mai 2005          | FM 1844, 1,1 km östlich der US Route 271 32° 35′ 3″ N, 94° 54′ 36″ W | Union Grove | 05000383 |              |
| 2        | Upshur County Courthouse   |      | 16. Mai 2012         | 100 W. Tyler Street 32° 43′ 45,2″ N, 94° 56′ 40,5″ W                 | Gilmer      | 12000290 |              |